# Like Minds – Verwandte Seelen
Like Minds – Verwandte Seelen (Originaltitel Like Minds) ist ein Psychothriller in australisch-britischer Koproduktion, der von Gregory J. Read geschrieben und inszeniert wurde und 2006 Premiere feierte. In den Hauptrollen spielen Eddie Redmayne in seinem Filmdebüt und Tom Sturridge als Internatsschüler sowie Toni Collette als Psychologin. In den Vereinigten Staaten erhielt der Film den Titel Murderous Intent, in Deutschland auf DVD zunächst Bruderschaft des Bösen und später entsprechend dem amerikanischen Murderous Intent – Mörderische Absichten.

## Handlung

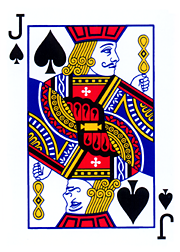
Die Spielkarte Pik Bube

Nahe Bahngleisen wird Alex Forbes mit der Leiche des erschossenen Nigel Colbie gefunden und festgenommen. Die Frage ist, wer von ihnen abgedrückt hat. Obwohl die Indizien nicht ausreichen, hat Sergeant Detective McKenzie Alex angeklagt, Psychologin Sally Rowe soll ihn befragen, um seine Schuld nachzuweisen. Statt von Nigel erzählt er zunächst von den Katharern und dem psychologischen Konzept Gestalt. Nigel habe jetzt das, was er wollte: Ewigkeit. Als Alex Sally am Arm anfasst, schlägt McKenzie ihn und Alex wird panisch, aber auch bereit zu reden. Nigel habe es so gedreht, dass Alex als sein Mörder dastehe.
Alex war an einem Jungeninternat und Sohn des Schulleiters. Eines Tages erhielt er als neuen Zimmergenossen Nigel, der Tierpräparate bei sich hatte und von allem, was tot war, auf eine morbide Weise fasziniert war. Alex beschwerte sich bei seinem Vater, der ihn zurechtwies. Ein Jahrgang der Schule will das Theaterstück Becket über Thomas Becket aufführen; Alex verärgert seinen Lehrer mit der Ansicht, dass Becket aus politischen Motiven von der Kirche beseitigt wurde. Er entdeckt, dass Nigel in seinen Notizen auch ein Urteil über Alex geschrieben hat, worauf er ihm eine Lektion erteilen will. In einem fahrenden Zug lässt Alex ihn aus der Tür heraushängen; als aber versehentlich Alex’ Freund Josh heraushängt, hilft Nigel ihm nicht herein und Josh fällt in den Tod.
Nigel wird in ein anderes Zimmer verlegt, aber Alex hat das Gefühl, dass Nigel in seine Gedanken eingedrungen ist, und lenkt sich mit der Arbeit am Theaterstück ab. Nigel schickt ihm ein Paket mit einer Hand – offenbar Joshs – und gibt ihm einen Aufsatz, mit dem Alex eine gute Note erhält. Eines Nachts bringt Nigel Alex dazu, das Internat zu verlassen, und zeigt ihm unter seinem Zuhause einen geheimen Raum. Anhand einer Spielkarte Pik-Bube (Jack of Spades) erklärt er, Alex sei der Bube, jemand ohne Gewissen, und Nigel das Pik, ein Arbeitsgerät zum Töten. Bei der nächsten Probe fragt Alex, den Nigel von nun an Jack nennt, die Hauptdarstellerin Susan um eine Verabredung, zu der sie abends nicht erscheint. In seinem Zimmer entdeckt er nachts ein Buch von Nigel und am Morgen ein blutiges Messer, an dem der Pik-Bube klebt. Susan wird ermordet aufgefunden, weswegen alle Mitarbeiter am Stück befragt werden, auch Alex.
Alex’ Vater verweigert, mit Sally zu sprechen, und Nigels Eltern sind nicht auffindbar. Alex’ Vater bedrängt McKenzie, dass er seinen Sohn freilassen soll, weil sie im selben Geheimorden sind. Alex sagt Sally, sie solle Nigels rotes Buch finden und den Raum unter dem Haus ansehen. Dort findet sie eine Pik-Bube mit der Aufschrift „Meine geliebte Maraclea“, Fotos von toten Tieren sowie von einer schlafenden Frau in Reizwäsche, das Messer mit Blutabdrücken und schließlich in der Erde die Leichen von Nigels Eltern, die erschossen und dann einbalsamiert und der inneren Organe entledigt worden waren.
Vor der Theateraufführung stellt Nigel Alex seine Eltern vor. (Seine Mutter ist die Frau auf den Fotos.) Alex liest in dem Buch, Nigels „Bibel“, in dem über die Katharer, Thomas Becket und die Templerorden geschrieben steht; in Notizen hat Nigel außerdem geschrieben, er sei ein direkter Nachfahre der Templer und deren mittelalterliches Zeichen – die Pike gebändigt durch verkoppelte Schlingen – repräsentiere sie beide. Er erkennt, dass Nigel glaube, auch Alex stamme von Templern ab. Maraclea war die Liebe eines Tempelritters, aber starb vor der Hochzeit, worauf der Ritter „ihre Leiche liebte“. Neun Monate später wurde ihr Schädel, der ihm Macht verleihe, auf ihren Unterleib platziert gefunden. Nigel führt Alex ins Leichenhaus, damit er an Susan dasselbe vollziehe, was er ablehnt. Wieder in seinem Zimmer findet Alex einen Brief, in dem Nigel ihm Ort und Zeit für ein Treffen nennt. Als er dort vorbeigeht, sind in dem Haus Nigel und seine Eltern. Seinem Vater wurden die Fotos gegeben, mit dem er seine Frau konfrontiert. Er erschießt sie, Alex kommt herein und nimmt das Gewehr, aber trifft im Gerangel Nigels Vater. Nigel präpariert die Leichen, aber Alex nennt ihn verrückt und läuft weg entlang der Gleise. Nigel folgt ihm mit dem Gewehr, das, als ein Zug vorbeifährt, Alex in die Hände bekommt. Er richtet es auf Nigel, der seine Arme zum Abzug führt und abdrückt.
Neun Monate später: Alex ist frei, die Morde geklärt. Sally findet an ihrem Auto eine Pik-Bube mit der Aufschrift und erhält einen Anruf von McKenzie: aus Susans Grab wurde der Schädel entfernt. In einem Zug spricht Alex einen Jungen an, der in einem Geschichtsbuch blättert.

## Besetzung und Synchronisation
| Rolle           | Schauspieler     | Synchronsprecher   |
| --------------- | ---------------- | ------------------ |
| Alex Forbes     | Eddie Redmayne   | Nicolás Artajo     |
| Nigel Colbie    | Tom Sturridge    | Sebastian Schulz   |
| Sally Rowe      | Toni Collette    | Gundi Eberhard     |
| Martin McKenzie | Richard Roxburgh | Erich Räuker       |
| Schuldirektor   | Patrick Malahide | Jürgen Heinrich    |
| Josh Campbell   | Jonathan Overton | Gerrit Schmidt-Foß |
| Raj Mehta       | Amit Shah        | Ozan Ünal          |
| John Colbie     | David Threlfall  | Bodo Wolf          |
| Helen Colbie    | Cathryn Bradshaw |                    |
| Susan Mueller   | Kate Maberly     | Uschi Hugo         |
| Rev. Donaldson  | Hugh Sachs       | Olaf Reichmann     |

## Produktion
Like Minds, dessen Verwirklichung zehn Jahre dauerte, ist der bislang einzige Spielfilm des Dokumentarfilmemachers Gregory J. Read, der auch diesen zunächst als Dokumentation geplant hatte. Er „wollte einfach die Idee von Psychopathie in Kindern und jungen Erwachsenen erforschen – und was ist Psychopathie? Ist es etwas, mit dem man geboren ist, oder das man später erlangt?“ In einem Gespräch, um die Dokumentation zu verkaufen, überzeugte ihn ein Händler aber, dass die Idee sehr gut als Drama funktioniere. Das Drehbuch selbst habe nur sechs Wochen zu schreiben gedauert, doch in den folgenden Jahren scheiterte die Finanzierung vier oder fünf Mal mit zehn bis fünfzehn Partnern. Erst Piers Tempest, Produzent des Spielfilms Oyster Farmer von 2004, schlug vor, ihn zur Ko-Produktion zu machen, was er zusammen mit Jonathan Shteinman tat.
Sobald Geld aus dem Vereinigten Königreich kam, sodass vorgelegt worden konnte, dass der Film finanziert wurde, kontaktierte man Toni Collette, die gerade In den Schuhen meiner Schwester gedreht hatte (erschienen 2005) und Reads erste Wahl für die Rolle Sally Rowe war. Ihre Anbindung an den Film befeuerte die weitere Finanzierung und Produktion. Nach Collette fand im Vereinigten Königreich das Casting der Jungen statt. Eddie Redmayne, für den Like Minds das Spielfilmdebüt war, wurde von Casting Director Lucy Bevan in dem Theaterstück Goats entdeckt.
In Australien fanden Dreharbeiten hauptsächlich in Adelaide und den Studios der South Australian Film Corporation statt. Alle Zugsequenzen wurden an fünf Tagen in Cessnock gedreht. Im britischen Yorkshire wurde das Internat, das nicht eine bestimmte Schule darstellt, an verschiedenen Örtlichkeiten und so aus Räumen mehrerer Schulen zusammengesetzt.

## Rezeption
Stella Papamichael für die BBC urteilte negativ, es handle sich um eine langatmige und verschachtelte Geschichte und die Wendungen würden zunehmend absurd, während es Read nicht gelinge, Spannung um das Gemetzel aufzubauen.
Lobend schrieb wiederum Richard Kuipers für Variety: „Bewaffnet mit mehr Vorstellungskraft als die meisten Thriller mit Teenager als Protagonisten ist Like Minds ein faszinierendes Whodunit um zwei privilegierte Schuljungen mit einem ungesunden Interesse an den Tempelrittern. Indem er selbstbewusst die phantasievollen zentralen Elemente und eine drumherum gelegte Ermittlung über die grausigen Taten des Paares kontrolliert, liefert Gregory J. Read ein unheimliches Rätsel, das weitgehend erfolgreich ist, das Publikum bis zur Ausblende am Raten zu halten.“
Für den Guardian urteilte Philip French, es sei eine lachhaft überhebliche Mischung aus einem Okkult-Mystery von Dennis Wheatley und einer Schul-Geschichte von Frank Richards, in der der unzuverlässige Erzähler in jedem Schatten lauere; während Peter Bradshaw Eddie Redmayne lobt: „eisig gleichgültig, die Beamten spottend, mit ihnen spielend, als wäre Hannibal Lecter in einer Produktion von Another Country erschienen. Es ist guter Stoff von Redmayne, aber die Handlung zerfasert sich in Durcheinander und Absurdität.“